# بخش گوهرکوه
بخش گوهرکوه در شهرستان تفتان در استان سیستان و بلوچستان توسط دولت مصوب گردید.

## تقسیمات کشوری
- بخش گوهرکوه
  - دهستان شیرآباد
  - دهستان گوهرکوه